# Odontophorus strophium
El corcovado gorgiblanco o perdiz santandereana (Odontophorus strophium) es un ave galliforme de la familia Odontophoridae que se encuentra en los bosques de la Cordillera Oriental de los Andes de Colombia, entre los 1500 y 2500 m de altitud, pero preferentemente entre los 1750 y 2050 m s. n. m. Se encuentra amenazada por pérdida de hábitat y aunque anteriormente fue observada también en Cundinamarca, recientemente solo ha sido observada en el departamento de Santander (Colombia), donde se ha estudiado su forma de vida.

## Descripción
Mide en promedio 25 cm de longitud. El macho tiene una cresta pequeña y la zona atrás de los oídos color castaño negruzco; presenta una ceja blanca alargada hacia atrás, el anillo ocular y bajo el pico también de color blanco; la zona malar, la garganta y los lados del cuello negros, con un collar blanco bajo la garganta; el resto de la parte inferior castaño rojizo (rufo) con puntos blancos en el pecho y el dorso marrón oscuro con puntos negros y una franja color ante a través del manto. En la hembra la garganta es blanca con una banda de puntos negros a través del centro.
Se alimenta de frutos, semillas y artrópodos.

## Reproducción
La temporada de cría parece coincidir con las estaciones lluviosas, durante los picos de precipitación anual entre marzo y mayo y entre septiembre y noviembre. La hembra pone los huevos en nidos en el suelo, construidos generalmente forrando y tapando con partes vegetales alguna depresión.